# بطولة أوروبا تحت 21 سنة لكرة القدم 2009
بطولة أوروبا تحت 21 سنة لكرة القدم 2009 (بالسويدية: U21-Europamästerskapet i fotboll 2009)‏ هو موسم من بطولة أوروبا تحت 21 سنة لكرة القدم. أقيم خلال الفترة 15 يونيو 2009 وحتى 29 يونيو 2009، وفاز فيه منتخب ألمانيا تحت 21 سنة لكرة القدم.